# Napoleón Gómez Urrutia
Napoleón Gómez Urrutia (Monterrey, Nuevo León; 18 de agosto de 1944) es un político y sindicalista mexicano. Fue director de la Casa de Moneda de México (1979-1992) y actualmente es secretario general del Sindicato Nacional de Trabajadores Mineros, Metalúrgicos, Siderúrgicos y Similares de la República Mexicana, y presidente de la Confederación Internacional de Trabajadores (CIT).
Desde el 1 de septiembre de 2024 se desempeña como diputado federal y fue senador de la República entre 2018 y 2024 por el partido Morena, presidente de la comisión de Trabajo y Previsión Social, secretario de la comisión de Economía e integrante de las comisiones de Energía, Relaciones Exteriores, Minería y Desarrollo Regional.
Gómez Urrutia ha sido protagonista de diversos escándalos que lo vinculan con desvío de dinero del sindicato, enriquecimiento ilícito, vínculos con el narcotráfico, así como de vivir una vida de lujos que no corresponde a sus ingresos. Luego de años de litigio, en abril de 2021, la Junta Especial Número Diez de la Federal de Conciliación y Arbitraje, emitió un laudo que ya no puede ser impugnado en el que se le ordenó a Napoleón Gómez Urrutia pagar 55 millones de dólares que fueron desviados del sindicato minero y que correspondían a los trabajadores.

## Carrera
Napoleón Gómez Urrutia nació en la ciudad de Monterrey, Nuevo León, hijo del líder sindical minero Napoleón Gómez Sada. Es licenciado en economía con mención honorífica por la Universidad Nacional Autónoma de México (UNAM). 

### Líder sindical
Napoleón Gómez Urrutia ha sido secretario general del Sindicato Nacional de Trabajadores Mineros, Metalúrgicos, Siderúrgicos y Similares de la República Mexicana desde su elección unánime en el 2002.[cita requerida] Fue reelecto para un nuevo periodo en el 2008 y nombrado presidente en el 2012.  
Gómez Urrutia heredó el sindicato a la muerte de su padre, Napoleón Gómez Sada, quien dirigió el sindicato por 42 años. El nombramiento de Gómez Urrutia al frente del Sindicato ha sido cuestionado por sus propios agremiados quienes señalan que “él nunca fue minero, desde ahí violentó los estatutos”
De 1979 a 1992, fue director de la Casa de Moneda de México y nombrado presidente internacional de la Conferencia de Directores de Casas de Moneda por dos años. En 2017 fue publicado su libro Antes de la Próxima Revolución. Es representante de México ante la Confederación Sindical Internacional (CSI). Hoy en día, el Sindicato Nacional de Trabajadores Mineros, Metalúrgicos, Siderúrgicos y Similares de la República Mexicana sostiene una alianza con múltiples sindicatos a nivel internacional, como los United Steel Workers (USW), UNITE United, IndustriALL y entre otros. 
Tras el Desastre minero de Pasta de Conchos, Napoleón Gómez Urrutia acusó a Germán Larrea y Grupo México de homicidio industrial, tras sufrir una mina propiedad de esa empresa una explosión de gas, causando que 66 mineros quedarán atrapados. Ha habido declaraciones que la explosión pudo haber sido evitada, ya que se habían reportado que las instalaciones no cumplían con los requisitos de seguridad, que Grupo México, empresa de Germán Larrea, había ignorado. Además de que después del incidente, Grupo México cerrara la mina y evitara cualquier intento de rescate de los mineros, por lo cual murieron atrapados en la mina. Gómez Urrutia también ha sido señalado como responsable de esta desgracia. Mineros han acusado a Gómez Urrutia de haber permitido “que cuarenta de los mineros que fallecieron fueron contratados por outsourcing”. En el mismo tenor, el obispo de Saltillo, Raúl Vera, lo acusó de querer “lavar su conciencia” y de no haber hecho nada “para sacar a los sobrevivientes y no hizo nada para sacar los restos. Jamás entraron".
En 2007 la Comisión Nacional Bancaria y de Valores (CNBV) y la Unidad de Inteligencia Financiera (UIF) de la Secretaría de Hacienda habrían encontrado un presunto desvío de recursos por un supuesto fraude de 55 millones de dólares en detrimento de los trabajadores mineros. Tras ello, la Procuraduría General de la República (PGR) acusó a Gómez Urrutia y emitió una orden de aprehensión en su contra, por lo que el sindicalista salió de México y la PGR solicitó una ficha roja de búsqueda a Interpol. Tras las acusaciones en su contra, Gómez Urrutia se autoexilió en Canadá, en donde solicitó la nacionalidad canadiense, misma que le fue otorgada el 30 de junio de 2014 al desestimar ese país que la acusación en contra de Urrutia. La ficha roja fue removida debido a que la Comisión de Control de los Ficheros de la OIPC-I-Interpol. descartó la solicitud hecha el 15 de octubre de 2013 al considerarse que el sindicalista era un perseguido político, retirándola el 30 y 31 de enero de 2014. La PGR no pudo sostener los elementos probatorios contra Gómez Urrutia, por lo que fue exonerado en 2014. Sin embargo, en abril de 2021, la Junta Especial Número Diez de la Federal de Conciliación y Arbitraje, emitió un laudo que ya no puede ser impugnado en el que se le ordenó al Sindicato y a Napoleón Gómez Urrutia, en su calidad de obligado solidario, a pagar los 55 millones de dólares que sí fueron desviados y que correspondían a los trabajadores.

### Candidatura al Senado
En 2018, el partido Movimiento Regeneración Nacional (MORENA) eligió a Napoleón Gómez Urrutia como candidato al senado, vía plurinominal. El tribunal electoral determinó la legalidad de dicha candidatura. Esto, a pesar de que la Constitución Mexicana prohíbe a ciudadanos extranjeros fungir como senadores de la República y de que el propio abogado de Napoleón Gómez Urrutia, Marco Antonio del Toro, declaró en 2014 que “el día 30 de junio [de 2014] se le otorgó la nacionalidad canadiense [a Gómez Urrutia], es decir, ya es ciudadano canadiense, mediante un documento firmado por el Primer Ministro Harper”. En enero de 2020, ya siendo senador, Gómez Urrutia fue sorprendido en el aeropuerto de Vancouver, Canadá, abordando un asiento de Primera Clase con “pasaportes canadienses de color azul oscuro” en mano.

### Candidatura a la Cámara de Diputados
En las elecciones de 2024, Napoleón Gómez Urrutia se inscribió como candidato a diputado plurinominal por la Quinta Circunscripción. En entrevistas en medios, Gómez Urrutia aseguró que espera continuar con la agenda legislativa que le queda pendiente como senador en la Cámara de Diputados, resaltando en particular la propuesta para reducir la jornada laboral a 40 horas a la semana.

### Investigado por autoridades de Estados Unidos
En abril de 2021, el periodista Carlos Loret de Mola publicó un videorreportaje en el que afirma que la Comisión de Bolsa y Valores investiga una serie de depósitos por un monto de 260 millones de pesos realizados por ArcelorMittal, la acerera más grande del mundo, al Sindicato Minero y a una empresa de su hijo, Alejandro Gómez Casso. La acusación, señaló Loret de Mola, menciona que los pagos son parte de un esquema de sobornos similar al del caso Odebrecht. Adicionalmente, el reportaje menciona que el gobierno mexicano condonó 178 millones de pesos en impuestos a ArcelorMittal, presuntamente, por intervención de Gómez Urrutia.

### Acusado de Extorsión
En noviembre de 2018, Juan Luis Zúñiga, ex primer vocal del Consejo de Vigilancia del Sindicato Nacional de Trabajadores Mineros y Metalúrgicos de la República Mexicana, reconoció que él fue testigo de cómo Gómez Urrutia amenazó con huelgas a empresas mineras en diferentes ocasiones y las extorsionó para obtener hasta 20 millones de dólares. Además, Zúñiga también confesó haber llevado dinero en efectivo a Canadá a Gómez Urrutia, quien se encontraba autoexiliado en Vancouver. Zúñiga declaró: “fuimos varios los que la hicimos de ‘mulas’ para llevar dinero a Napoleón a Vancouver. Yo, por ejemplo, fui tres o cuatro veces, cada salida era con 9,900 dólares, porque no se podía llevar más, nos íbamos cuatro o cinco, con hasta 50,000 dólares de acarreo de dinero para Napoleón”. Zúñiga dijo que junto con Gómez Urrutia le “tocó chantajear empresas para que apoyaran la causa con 20 millones de dólares por compañía”.
En septiembre de 2020, Gómez Urrutia fue acusado una vez más de extorsión. La minera canadiense Americas Gold and Silver acusó al Sindicato Minero encabezado por Gómez Urrutia de extorsionar a la empresa para obtener la titularidad del contrato colectivo de la empresa por medio del cierre ilegal de la mina de Cosalá. De acuerdo con declaraciones de Darren Blassutti, CEO de la minera canadiense, el cierre ilegal de la mina de Cosalá, operado por Gómez Urrutia, provocó, hasta esa fecha 20 millones de dólares de pérdida.

### Cuarenta cuentas en el Extranjero
En abril de 2006, el periódico Reforma publicó en su primera plana que Gómez Urrutia, así como su esposa, realizaron operaciones en 40 cuentas bancarias ubicadas en siete países entre los años 2000 y 2005. Según los documentos en poder del periódico, las operaciones fueron realizadas en Ginebra, Londres, Barcelona y Madrid, así como en paraísos fiscales como Islas Caimán, Bahamas, la Isla de Man y la Isla de Jersey. En los citados documentos, Reforma constató que el saldo de las cuentas ascendía al equivalente de 6.6 millones de dólares.

### Vínculos con lavado de dinero y los Beltrán Leyva
El 24 de mayo de 2008, la Procuraduría General de la República vinculó a Gómez Urrutia con José Arturo Ponce Medina, detenido ese año intentando ingresar a Estados Unidos por una alerta emitida por autoridades españolas. El vínculo con Gómez Urrutia derivaba de que, al momento de ser detenido en el Aeropuerto de la Ciudad de México, Ponce portaba varios documentos financieros de Gómez Urrutia, así como de su hijo, Alejandro Gómez Casso, en una maleta. Dentro de los documentos se encontraban fichas de depósito, pagos a cuentas bancarias y seguros de vida. Tres años antes, Ponce Medina había sido detenido junto con su hermano, Héctor Gerardo, en el aeropuerto El Prat, de Barcelona, luego de que se incautaran 5.5 millones de euros en efectivo que pretendían llevar a Estados Unidos en un avión privado.
El vínculo entre los Ponce Medina y Gómez Urrutia era más profundo. En 2019, el periódico Reforma publicó la nota titulada “Lavador de los Beltrán, socio de Gómez Casso”. En esa nota, el periódico Reforma señaló que Héctor Gerardo Ponce Medina figura como socio de Alejandro, el hijo mayor de Napoleón Gómez Urrutia, en dos empresas. Según el Registro Público de Comercio de Nuevo León, Ponce y Gómez Casso crearon dos empresas juntos, poco tiempo antes de que Ponce fuera implicado en la red de lavado de dinero de los reconocidos narcotraficantes Beltrán Leyva.

### Nexos con Javier Duarte
En enero de 2019 el periodista Carlos Loret de Mola publicó en su noticiero matutino Despierta, en Televisa, un reportaje titulado “Napoleón Gómez Urrutia e hijos tienen nexos con Javier Duarte”. En él, Loret de Mola divulgó que “Napoleón Gómez Urrutia y sus hijos no sólo contrataron a los mismos operadores financieros y abogados del exgobernador de Veracruz, el priista Javier Duarte. Juntos establecieron sociedades, y algo más destacado, obtuvieron recursos de empresas ligadas al desfalco de Veracruz”. En el reportaje, Loret de Mola exhibió que empresas de Gómez Urrutia e hijos tenían como domicilio fiscal el despacho de José Juan Janeiro Rodríguez y Javier Nava Soria, ambos operadores financieros del hoy preso exgobernador de Veracruz, Javier Duarte.

### Empresas fantasma y triangulaciones inmobiliarias
También en enero de 2019 el portal noticioso Eje Central publicó un reportaje en el que manifestó que “a partir de la creación de empresas ‘simuladoras’ o fantasma” Gómez Urrutia realizó “un largo historial de fraudes, triangulaciones de recursos a través de más de 10 personas”. Según la investigación, Gómez Urrutia habría dispersado parte de los 55 millones de dólares desviados del Sindicato de esta manera con el apoyo de personajes cercanos al exgobernador Javier Duarte. Esta investigación estuvo basada en “documentos como son expedientes, registros públicos de la propiedad y denuncias que actualmente son investigadas por las autoridades federales” a las que tuvieron acceso.

### Fraude al SAT
En mayo de 2019 el periódico Reforma publicó en su primera plana la nota titulada “Engaña hijo de Napo al SAT”. El título se refería a que Alejandro Gómez Casso habría engañado al SAT al obtener una Firma Electrónica Avanzada suplantando su propia identidad. La nota venía acompañada con evidencia fotográfica de cómo el hijo mayor del líder minero habría falseado su identidad utilizando una copia fotostática de su pasaporte cuya supuesta autenticidad fue avalada por el notario público 230 de la Ciudad de México, Alfredo Bazúa Witte. Dos días después, el Reforma publicó también una serie de fotografías que evidenciaban “una vida de jet set” del hijo de Gómez Urrutia, quien habría viajado a destinos de lujo como Whistler y Estambul.
Tres meses después, el mismo diario Reforma publicó en su primera plana una nota más titulada “Falsea identidad otro hijo de Napo”. Una vez más, con evidencia fotográfica irrefutable, el periódico Reforma evidenció que también Ernesto Gómez Casso, otro hijo del líder minero, habría suplantado su identidad para tramitar la Firma Electrónica Avanzada ante el SAT.

### ‘La Dolce Vita’ con cargo a los mineros
En agosto de 2019, el portal noticioso EjeCentral publicó un reportaje titulado “Napoleón Gómez Urrutia: ‘La Dolce Vita’ con cargo a los mineros”. En la extensa investigación basada en registros financieros internos del Sindicato Minero encabezado por Gómez Urrutia, se exhiben una serie de gastos realizados por el Sindicato para financiar viajes en Canadá, Inglaterra, paseos en yate, compra de arte y pago de seguros médicos para Gómez Urrutia. Según el reportaje, Gómez Urrutia utilizó recursos del sindicato, mismos que trianguló por medio de empresas fachada para financiar cuestiones no vinculadas al sindicato.

### “Emperador Napoleón”: conflictos de interés, colección de autos, empresas y propiedades
En enero de 2020, el periodista Carlos Loret de Mola divulgó en su noticiero “Así las cosas con Carlos Loret de Mola” en Wradio, un reportaje especial titulado “Emperador Napoleón”. En él, se evidenció que “apenas dos meses después de que Napoleón Gómez Urrutia tomó posesión como senador, y se hizo integrante de la comisión de Minería, su hijo creó una empresa dedicada a la exploración y explotación minera”. Además, exhibió por medio de documentos de los registros públicos de la propiedad que la familia Gómez Urrutia contaba con un patrimonio inmobiliario de al menos 150 millones de pesos dentro de las que destacaban propiedades en Vancouver con un valor estimado de 2 millones de dólares, una residencia en Las Lomas de Chapultepec con un valor estimado de 1 millón 300 mil dólares y una residencia colonial en Tepoztlán valuada en cerca de 60 millones de pesos.
En el mismo reportaje, los periodistas Arelí Quintero y Miguel Castillo Chávez, también mostraron evidencia que prueba que Napoleón Gómez Casso, hijo de Gómez Urrutia, presumió en redes sociales la propiedad de al menos 31 vehículos de lujo cuyo precio de venta parte de los dos millones de pesos cada uno.

### El imperio restaurantero y el hijo que Notimex promueve
En julio de 2009, el presidente de la cooperativa Veta de Plata, Juan Carlos Pérez Mendiola, denunció que Napoleón Gómez Urrutia adquirió Nuba Group, una cadena que opera restaurantes y cafeterías de comida árabe en Canadá. Según la denuncia, la inversión para la costosa adquisición de la cadena de restaurantes provino de recursos del Fideicomiso Minero de 55 millones de dólares que fue desviado del Sindicato.
Hasta la fecha, quien opera los negocios restauranteros de Gómez Urrutia en Canadá es su hijo Ernesto Gómez Casso, también conocido como “Kut”, quien once años después gozó de cobertura mediática gratuita en México.
En mayo de 2020, el portal de noticias LATINUS publicó un reportaje titulado “El misterioso chef ‘soñador’ promovido por el gobierno de México”. La nota hacía referencia a Kut Gómez Casso, quien figuró en un poco común “reportaje especial” en el que era presentado como “embajador del sabor mexicano en el mundo”. Sin embargo LATINUS denunciaba que NOTIMEX omitió que Gómez Casso había sido acusado de falsificar su identidad ante el SAT y señaló un conflicto de interés, pues se utilizaron recursos públicos para promover negocios privados del senador Gómez Urrutia quien ha apoyado a la titular de NOTIMEX, Sanjuana Martínez en un conflicto laboral con el sindicato de trabajadores de la agencia.
Sanjuana Martínez ha sido acusada por el gobierno de Estados Unidos, en concreto por el Departamento de Estado, de atacar a periodistas en México al ordenar “a periodistas eliminar o no publicar contenido sobre ciertas instituciones gubernamentales y funcionarios”.  Ante dichos señalamientos, senadores de MORENA, incluyendo Gómez Urrutia, respaldaron a la titular de NOTIMEX.

### La colección de armas del hijo de Gómez Urrutia
En octubre de 2020, el portal de noticias LATINUS publicó el reportaje titulado “Las armas de Napito Jr.” En él, el periodista Claudio Ochoa Huerta reveló que el hijo de Gómez Urrutia confesó en redes sociales “almacenar armas, incluyendo armamento no registrado y transportarlo en avión”. En el reportaje, el periodista señala que Gómez Casso buscó un consejo en la página de Facebook Usuarios CZ (iniciales de una marca de armas) en México, de la que es miembro, para burlar la ley dado que tiene más armas de las permitidas. Además, se presentó evidencia de publicaciones hechas por Gómez Casso en la que exhibe su afición por las armas al decir que “sobre mi cuerpo muerto me quitarán las armas”, al referirse a una posible regulación en México.

### Viaja a las Vegas en pleno rescate de mineros
El 12 de agosto de 2022, unos días después del derrumbe de la mina El Pinambete, en Sabinas, Coahuila, en la que continuaban los esfuerzos de rescate de 10 mineros, diversos medios señalaron la ausencia de Gómez Urrutia en Coahuila, así como la falta de acciones del Sindicato Minero que él encabeza para apoyar a las familias de mineros. Ese día, Gómez Urrutia fue sorprendido en una convención en Las Vegas, Nevada, “mientras los trabajadores se debaten entre la vida y la muerte, el líder sindical se encuentra en los casinos y los restaurantes de lujo”, señalaron.

### Dueño de un reloj IWC de 340 mil pesos
El periódico Reforma exhibió al líder del Sindicato Minero utilizando un reloj con un valor de 340 mil pesos. Se trata de un IWC Pilot’s Watch Timezoner, edición “Le Petit Prince”. La pieza tiene un medallón de oro de 18 quilates y está valuada en 16 mil 400 euros. Es una edición limitada de la cual sólo existen mil 500 unidades en el mundo. El modelo fue lanzado por la marca suiza a principios de 2021, por lo que el líder del sindicato minero lo adquirió ya siendo senador.

## Premios
Premio Internacional en Derechos Humanos Meany-Kirkland de la AFL-CIO, y además obtuvo la máxima distinción global en Derechos Laborales, el Premio de Noruega Arthur Svensson y el Premio Harold Edelstam en Suecia. Medalla de Oro IPPY, de la Asociación de Editores Independientes de Nueva York, y la Medalla “Emilio Krieger” por la Asociación Nacional de Abogados Democráticos, ANAD. En agosto de 2018, se hizo público por medio de la página de los Napolitan Victory Awards, que Napoleón Gómez Urrutia había sido ganador del premio Global Democracy Award 2018.

## Publicaciones
| Libro Publicado                | Año de publicación |
| ------------------------------ | ------------------ |
| El colapso de la Dignidad      | 2013               |
| Antes de la Próxima Revolución | 2017               |